# Hans Gebhard (Kirchenmusiker)
Hans Gebhard (* 17. Mai 1929 in Schwarzenbach an der Saale; † 5. November 2022 in Hamburg) war ein deutscher Kirchenmusiker, Organist, Komponist und Chorleiter.

## Leben und Werk
Gebhard studierte Kirchenmusik und Komposition in München bei Michael Schneider und Joseph Haas sowie Musikwissenschaft in Kiel bei Walter Wiora. 1950 wurde er Stadtkantor in  Hof, 1959 Kirchenmusikdirektor an der Nikolaikirche (Kiel). 1976 erhielt er einen Ruf als Professor für Chorleitung und Orgel an die Musikhochschule Lübeck. 2000 wurde er Vorsitzender des Musikrats des Verbands Deutscher Konzertchöre (VDKC).
Gebhard war häufig Gast bei internationalen Orgelfestspielen. Er unterrichtete als Dozent in Meisterklassen für Literaturspiel und Improvisation und war mehrfach Jury-Mitglied bei nationalen und internationalen Wettbewerben.
Hans Gebhard ruht in der Gemeinschaftsgrabstätte der Hauptkirche St. Petri auf dem Friedhof Ohlsdorf. Sie liegt im Planquadrat J 9 beim Rosengarten. 

## Auszeichnungen
- 1980 Kulturpreis der Landeshauptstadt Kiel
- 1996 Verleihung des „Händelrings“ des „Verbands Deutscher KonzertChöre“ (VDKC)

## Veröffentlichungen
- Praxis der Orgel-Improvisation. Ein Lehrgang. = The practice of organ improvisation. C. F. Peters u. a., Frankfurt am Main u. a. 1987.
- Praktische Anleitung zur Aufführung der Vokalmusik des 16. bis 18. Jahrhunderts. C. F. Peters, Frankfurt am Main u. a. 1998, ISBN 3-87626-170-8.
- als Herausgeber: Harenberg Chormusikführer. Vom Kammerchor bis zum Oratorium. Harenberg, Dortmund 1999, ISBN 3-611-00817-6.
- mit Heribert Allen: Chorsinfonik-Werkkunde. Aufführungstechnische Grundlagen von 230 Chorwerken (= Schriftenreihe des Verbandes Deutscher Konzertchöre 3). 3. Auflage. Verband Deutscher KonzertChöre, Weimar 2007, ISBN 978-3-929698-03-9.

## Kompositionen (Auswahl)
Vokalwerke
- Christe, du Schöpfer aller Welt. Hymnus für gemischten Chor und Orgel (~1981, Bärenreiter Verlag)
- Eichendorff-Lieder. Walzer für Chor und Klavier (2007, Carus Verlag). UA 6. Mai 2007 Hamburg-Blankenese (Kirche). Hamburger Singakademie
- Lasset das Wort Christi reichlich unter euch wohnen. Epistel zum Sonntag Cantate (Kolosser 3, 16f.), für gemischten Chor a cappella (SSATB) (2014, Renaissance Verlag). UA 18. Mai 2014 Hamburg (Hauptkirche St. Petri)

Orgelwerke
- Sieben neue Choralvorspiele (~1990, Bärenreiter Verlag)

Macht hoch die Tür – Ich steh an deiner Krippen hier – Die Nacht ist vorgedrungen – Jesu, deine Passion – Gelobt sei Gott im höchsten Thron – Nun jauchzt dem Herren, alle Welt – All Morgen ist ganz frisch und neu
- Nachklänge zu Mozarts Besuch in Leipzig 1789. Vier Choralvorspiele für Orgel (2008, Fabius-Musikverlag Pinneberg)
- Buxtehudes Skizzenblatt für 2 Orgeln
- Toccata americana für Orgel

Kammermusik
- Der verlorene Sohn (2015). Biblische Szene nach Lukas, Kapitel 15. UA 22. November 2015 Fürth (Auferstehungskirche, 52. Fürther Kirchenmusiktage). Axel Dinkelmeyer und Werner Treiber (Schlagzeug), Kevin Wagner (Orgel), Sirka Schwartz-Uppendieck (Klavier und Leitung)

## Diskographie
Chor und Orchester
- Joh. Seb. Bach, Markuspassion (Orgelfestival Tallinn 1996) Tallinn Barock-Orchester, Tallinn Vanalinna Kammerchor – (eres)
- Mehrchörige Festmusik des Barock im Lübecker Dom (AGK)
- Zur Recreation des Gemüths, beliebte Instrumental- und Vokalstücke von J. S. Bach (teldec)

Orgel
- Orgelimprovisationen im Lübecker Dom (mit Hans Haselböck, Albert de Klerk und Uwe Röhl – EMI)
- Werke von J. S. Bach, Mozart und C. Franck an der Orgel des Kieler Schlosses  (ambitus)
- Werke von J. S. Bach und F. Liszt (Ad nos) an der Orgel von St. Nikolai-Kiel  (TBS)
- Die schönsten Choräle. 25 Choräle zum Mitsingen mit Vorspielen  (eres)